# British Chess Magazine
Das British Chess Magazine (BCM) ist das älteste Schachperiodikum weltweit, das heute noch besteht und seit seinem ersten Erscheinen kontinuierlich fortgeführt wurde. Es erscheint heute in London, früher in St. Leonards on Sea. Es gibt eine Reihe älterer Schachzeitschriften, die jedoch alle irgendwann eingestellt wurden.
Die Zeitschrift erschien erstmals im Januar 1881 und wurde in Monatsintervallen herausgegeben, selbst während der beiden Weltkriege im 20. Jahrhundert. Herausgeber und erster Redakteur war John Watkinson (* 1833; † 1923). Zuvor gab er das Huddersfield College Magazine heraus, welches als Vorläufer des BCM gilt. Von Beginn an war die Berichterstattung über das weltweite Schachleben, nicht nur über das in Großbritannien, Hauptthema.

## Hauptredakteure
- John Watkinson (1833–1923), 1881–1887.
- Robert Frederick Green (1856–1925), 1888–1893.
- Isaac McIntyre Brown (1858–1934), 1894–1920.
- Richard Griffith (1872–1955), 1920–1937 und einige Monate 1940.
- Harry Golombek (1911–1995), 1938–1940, Internationaler Meister.
- Julius du Mont (1881–1956), 1940–1949.
- Brian Patrick Reilly (1901–1991), 1949–1981.
- Bernard Cafferty (* 1934), 1981–1991, FIDE-Meister.
- Murray Chandler (* 1960), 1991–1999, Großmeister.
- John Saunders (* 1953), 1999 – August 2010.
- Steve Giddins (* 1961), September 2010 – April 2011, FIDE-Meister.
- James Pratt (* 1959), John Upham (* 1960) und Shaun Taulbut (* 1958), Internationaler Meister, Mai 2011 – Dezember 2015.
- Jimmy Adams (* 1947) FIDE-Meister und Josip Asik (* 1969) FIDE-Meister, seit Januar 2016.